# Lîtovej, Ivanîci
Lîtovej (în ucraineană Литовеж) este o comună în raionul Ivanîci, regiunea Volînia, Ucraina, formată numai din satul de reședință.

## Demografie
Componența lingvistică a satului Lîtovej
     Ucraineană (99%)
     Alte limbi (0,93%)
Conform recensământului din 2001, majoritatea populației satului Lîtovej era vorbitoare de ucraineană (99%), existând în minoritate și vorbitori de alte limbi.